# Camille Guérini
Pour les articles homonymes, voir Guérini et Le Pape.
Camille Guérini est un acteur français né le 29 juin 1900 à Lorient et mort le 15 avril 1963 à Clichy.

## Biographie
Arrière-petit-fils d’un champion de lutte bretonne et fils de marin, Camille Le Pape fait ses études à Lorient où il passe son baccalauréat. En 1918, il est incorporé et affecté au « théâtre aux Armées ». Après l'Armistice, il s'installe à Paris où il suit les cours de Nancy Vernet.
Il débute en 1923 sous le pseudonyme de Camille Guérini et durant les années suivantes, sera engagé à la saison dans divers théâtres (Comédie de Genève, Grand Casino de Vichy, Gymnase de Liège, Apollo de Nantes, Trianon à Bordeaux, théâtre Déjazet à Paris) ainsi que par les tournées Charles Baret. Il interprète alors les jeunes premiers, principalement dans des comédies populaires.
En 1935, il est engagé par Marcel Nancey au théâtre des Deux-Masques à Paris, où il connaîtra un premier vrai succès dans Le Club des gangsters. L’année suivante, il accepte un contrat de longue durée au théâtre du Palais-Royal où il restera jusqu’en 1945. Durant ces années, il débute au cinéma, et devient l’un des pionniers du doublage, prêtant sa voix notamment à l'acteur Keenan Wynn ainsi qu'à de nombreux personnages de dessins animés Disney. Sa personnalité joviale en fait un second rôle recherché dans le cinéma français de l’époque, aux côtés entre autres de Louis Jouvet et Jean Gabin.
Au théâtre, il passe du « boulevard » à un répertoire plus sérieux. Il crée notamment des pièces de Jacques Audiberti, Jean Anouilh, Paul Claudel et Marcel Aymé. Mais c’est la télévision qui le révèle véritablement au grand public, avec des rôles de premier plan, dans notamment le Théâtre de la Jeunesse. Sa mort prématurée en 1963 sera saluée par un hommage télévisé de Claude Santelli en ouverture d'une rediffusion exceptionnelle de Un pari de milliardaire.

## Théâtre
- 1926 : Et moi j'te dis qu'elle te fait de l'œil de Maurice Hennequin, théâtre Déjazet
- 1926 : Tire au flanc, théâtre Déjazet
- 1926 : T'auras pas sa fleur, théâtre Déjazet
- 1927 : Mon bel amour, tournées Charles Baret
- 1928 : Au premier de ces messieurs, Apollo de Nantes, tournées Baret
- 1928 : Les Fruits de l'amour, Apollo de Nantes, tournées Baret
- 1928 : Mademoiselle Flûte, Apollo de Nantes, tournées Baret
- 1928 : Désiré de Sacha Guitry, Apollo de Nantes, tournées Baret
- 1928 : Les Petits Oiseaux, tournées Baret
- 1928 : La Pomme de Louis Verneuil et Georges Berr, tournées Baret
- 1928 : Le Danseur inconnu, tournées Baret
- 1929 : La Lumière qui renaît de Georges Delance, théâtre des Champs-Élysées
- 1929 : Le Malade imaginaire, tournées Baret
- 1929 : Chotard et Cie, tournées Baret
- 1930 : Le Greluchon délicat, tournées Baret
- 1932 : Banque Yerno, tournées Baret
- 1935 : L'Homme dans l'ombre de Pierre Palau et Maurice Leblanc d'après Le Chapelet rouge de Maurice Leblanc, mise en scène Marcel Nancey, théâtre des Deux-Masques
- 1935 : Lady Werner a disparu, mise en scène Marcel Nancey, théâtre des Deux-Masques
- 1935 : L'Heure H... de Pierre Chaine, mise en scène Louis Scott, théâtre de l'Humour
- 1936 : Le Club des gangsters de L. Gross et Edward Childs, mise en scène Henry Giquel, théâtre des Deux-Masques
- 1937 : Bizons-les dames de Pierre Véber et André Heuzé, théâtre du Palais-Royal[1]
- 1937 : Deux de la police (Trois de la police) de Pierre Chambard et Marcel Dubois, metteur en scène Max de Rieux, théâtre des Deux Masques
- 1938 : Je veux être star de Roger Ferdinand, théâtre du Palais-Royal[2]
- 1938 : Ma femme est timbrée de Jean de Létraz, théâtre du Palais-Royal[3]
- 1938 : Saisissez-moi ! de Yves Mirande et Gustave Quinson, théâtre du Palais-Royal[4]
- 1939 : La Poule et le Chasseur de Jean de Letraz, théâtre du Palais-Royal
- 1939 : Moune et ses amis de Pierre Veber, Théâtre du Palais-Royal
- 1940 : Madame est avec moi de Pierre Veber, Théâtre du Palais-Royal
- 1941 : Un bébé au pensionnat de Jean Guitton, Théâtre du Palais-Royal
- 1941 : L’homme qui en a mangé un autre de André Mouëzy-Éon, Théâtre du Palais-Royal[5]
- 1941 : L’Amour à l’ombre de Paul Nivoix, Théâtre du Palais-Royal[6]
- 1941 : Entrée libre de Jean Guitton, Théâtre du Palais-Royal[7]
- 1942 : En fermant les yeux, Théâtre du Palais-Royal
- 1942 : On demande un ménage de Jean de Letraz, Théâtre du Palais-Royal
- 1944 : Moumou de Jean de Letraz, Théâtre du Palais-Royal
- 1946 : Bonne chance Denis de Michel Duran, mise en scène Raymond Rouleau, théâtre de l'Œuvre
- 1946 : Freddy la valise, Théâtre de l'Ambigu
- 1948 : La Folle du 27 de Jean Guitton, mise en scène Jacques-Henri Duval, Théâtre de Paris
- 1948 : Les Enfants d'Édouard de Frederic Jackson et Roland Bottomley, adaptation Marc-Gilbert Sauvajon, mise en scène Jean Wall, Théâtre de la Madeleine
- 1948 : Les Enfants d’Édouard de Frederic Jackson et Roland Bottomley, adaptation Marc-Gilbert Sauvajon, mise en scène Jean Wall, théâtre Édouard VII
- 1949 : La Folle du 27, Théâtre de Paris
- 1950 : Bobosse d'André Roussin, mise en scène de l'auteur, Théâtre royal du Parc, Théâtre des Célestins, Théâtre de la Michodière
- 1952 : Beaufils et Fils de Raoul Praxy, mise en scène Jacques Dumesnil, Théâtre de la Potinière
- 1952 : Un beau dimanche de Jean Pierre Aumont, Théâtre de la Michodière
- 1953 : Le Poil de l'éléphant de René Jolivet, mise en scène Samson Fainsilber, Théâtre Monceau
- 1953 : Zamore de Georges Neveux, mise en scène André Barsacq, Théâtre de l'Atelier
- 1953 : La Cuisine des anges, Tournées Karsenty
- 1954 : Clérambard de Marcel Aymé, mise en scène Claude Sainval, Comédie des Champs-Élysées
- 1954 : La Condition humaine de André Malraux, mise en scène Marcelle Tassencourt, Théâtre Hébertot
- 1955 : Les Oiseaux de lune de Marcel Aymé, mise en scène André Barsacq, Théâtre de l'Atelier
- 1957 : 25 ans de bonheur de Germaine Lefrancq, Théâtre du Palais-Royal
- 1957 : Bobosse d'André Roussin, mise en scène de l'auteur, Théâtre de la Michodière
- 1958 : La Hobereaute de Jacques Audiberti, mise en scène Jean Le Poulain, Théâtre du Vieux-Colombier
- 1959 : L'Hurluberlu de Jean Anouilh, mise en scène Roland Piétri, Comédie des Champs-Élysées
- 1959 : L'Otage de Paul Claudel, mise en scène Roger Dornès, Théâtre du Vieux-Colombier
- 1960 : Hamlet de William Shakespeare, mise en scène Claude Barma, Grand Théâtre de la Cité Carcassonne
- 1961 : L'Hurluberlu de Jean Anouilh, mise en scène Roland Piétri, théâtre des Célestins
- 1962 : Ivanov d'Anton Tchekov, mise en scène Sacha Pitoëff, théâtre de Paris

## Filmographie

### Cinéma
- 1936 : La Chanson du souvenir de Detlef Sierck et Serge de Poligny : Veit, l'ordonnance
- 1942 : Le Voile bleu de Jean Stelli: d'Aubigny
- 1943 : Monsieur des Lourdines de Pierre de Hérain : Nestor
- 1943 : Vingt-cinq ans de bonheur de René Jayet
- 1943 : Madame et le Mort  de Louis Daquin : L'organisateur
- 1943 : Des jeunes filles dans la nuit de René Le Hénaff
- 1943 : Les Ailes blanches de Robert Péguy[8]
- 1944 : L'Île d'amour de Maurice Cam : L'architecte
- 1945 : La Grande Meute de Jean de Limur : La Ramée
- 1946 : Martin Roumagnac  de Georges Lacombe : le gardien
- 1946 : Impasse de Pierre Dard
- 1946 : Sérénade aux nuages d'André Cayatte : le majordome
- 1947 : Les Amants du pont Saint-Jean de Henri Decoin : le brigadier
- 1948 : Le Maître de forges de Fernand Rivers[8]
- 1949 : Jean de la Lune de Marcel Achard : L'avoué
- 1949 : Deux amours de Richard Pottier : L'homme du cirque
- 1950 : Justice est faite de André Cayatte : le représentant
- 1950 : Lady Paname de Henri Jeanson : Auguste Bosset
- 1950 : La Marie du port de Marcel Carné : le vendeur
- 1950 : La Peau d'un homme de René Jolivet
- 1950 : Le Bonhomme Jadis de Charles-Félix Tavano (court-métrage)
- 1951 : Seul dans Paris de Hervé Bromberger  : Milliard
- 1951 : Victor de Claude Heymann : Gratien
- 1951 : Identité judiciaire  d'Hervé Bromberger : Husson
- 1952 : Violettes impériales de Richard Pottier: le médecin
- 1952 : Agence matrimoniale de Jean-Paul Le Chanois : le commandant
- 1952 : La neige était sale  de Luis Saslavsky : le commissaire
- 1953 : Leur dernière nuit  de Georges Lacombe : L'oncle de Nicole
- 1953 : C'est arrivé à Paris  de Henri Lavorel et John Berry: le père de la petite fille
- 1954 : Leguignon guérisseur  de Maurice Labro : Un malade
- 1955 : Marguerite de la nuit  de Claude Autant-Lara : le client âgé de la boîte de nuit
- 1955 : Gas-oil  de Gilles Grangier : Lucien Ragondin
- 1955 : Les Diaboliques  d'Henri-Georges Clouzot : le photographe
- 1956 : Mademoiselle et son gang de Jean Boyer : un habitué du bistrot
- 1956 : La Neige en deuil : le commissaire
- 1956 : Notre-Dame de Paris de Jean Delannoy : le président du tribunal
- 1956 : Le Pays d'où je viens de Marcel Carné : le curé de la chorale
- 1956 : Marie-Antoinette reine de France de Jean Delannoy : Necker
- 1956 : Voici le temps des assassins  de Julien Duvivier : Gégène, le clochard
- 1957 : Les Espions d'Henri-Georges Clouzot : M. Bargeot[9]
- 1957 : Sénéchal le magnifique de Jean Boyer : le restaurateur
- 1957 : L'amour est en jeu ou Ma femme, mon gosse et moi de Marc Allégret  : L'avocat
- 1958 : Le Septième Ciel  de Raymond Bernard : le médecin
- 1959 : Maigret et l'Affaire Saint-Fiacre  de Jean Delannoy : Gaulthier
- 1959 : Péché de jeunesse de Louis Duchesne : le curé
- 1960 : Le Dialogue des carmélites  : M. Javelinot, le médecin
- 1962 : Gigot, le clochard de Belleville de Gene Kelly : le prêtre
- 1962 : Le Septième Juré  de Georges Lautner : le juge
- 1962 : Le Masque de fer d'Henri Decoin
- 1962 : Tartarin de Tarascon de Francis Blanche et Raoul André : l'homme du car
- 1962 : Un singe en hiver d'Henri Verneuil : le maire[10]
- 1963 : Le Glaive et la Balance  de André Cayatte : le juge Noblet

### Télévision
- 1957 : Cantique de Noël : le premier quêteur
- 1957 : Trois pour cent : Monsieur Guérin
- 1958 : Tous les jours fête : Monsieur Dimanche
- 1960 : Le Théâtre de la jeunesse (épisode : Le Prince et le Pauvre) : Henri VIII
- 1960 : Hamlet de William Shakespeare : Polonius - Premier spectacle théâtral enregistré par des caméras de télévision en plein air et en direct en France (Festival de Carcassonne).
- 1961 : La Vie que je t'ai donnée :  Don Giorgo
- 1961 : Le Théâtre de la jeunesse (épisode : La Petite Dorrit) : le père Dorrit
- 1961 : Le Théâtre de la jeunesse (épisode : Doubrovsky) : André Doubrovsky
- 1961 : Le Jeu de l'amour et de la mort :  Denis Bayot
- 1962 : Le Théâtre de la jeunesse (épisode : L'Auberge de l'Ange gardien) : le curé
- 1962 : Oliver Twist (dans la série Le Théâtre de la jeunesse)
- 1962 : Nationale 6 : Michel
- 1962 : Tartarin de Tarascon :  l'homme dans le bus
- 1962 : Le Théâtre de la jeunesse (épisode : Oliver Twist) : Brownlow
- 1962 : Le Théâtre de la jeunesse (épisode : Un pari de milliardaire) : Christopher
- 1963 : Le Théâtre de la jeunesse (épisode : L'Enfance de Thomas Edison) : le chef de gare

## Doublage
Note : La date de sortie en France des films produits durant la Seconde Guerre mondiale est indiquée étant donné le nombre exceptionnel d'années la séparant de la sortie américaine.

### Films
- 1936 : La Charge de la brigade légère : Sir Humphrey Harcourt (E.E. Clive)
- 1939 : Laurel et Hardy conscrits : le gardien de prison (James Finlayson)
- 1939 : Autant en emporte le vent : Dr Meade (Harry Davenport)
- 1940[11] : L'Aigle des mers : (Thomas Mitchell)
- 1940 : Rebecca : major Giles Lacy (Nigel Bruce)
- 1940 : Les Tuniques écarlates : (Akim Tamiroff)
- 1942[12] : Le Cygne noir : (Thomas Mitchell) (1er doublage)
- 1942[12] : Casablanca : le capitaine Louis Renault (Claude Rains) (1er doublage)
- 1944[12] : Buffalo Bill : (Thomas Mitchell)
- 1944[12] : Pour qui sonne le glas : (Mikhail Rasumny)
- 1945[12] : Week-end au Waldorf : Oliver Webson (Keenan Wynn)
- 1946[13] :  Nuit et Jour : Monty Woolley[14]
- 1946 : La vie est belle : Oncle Billy (Thomas Mitchell)
- 1947 : Meurtre en musique : Clarence « Clinker » Krause (Keenan Wynn)
- 1947 : Capitaine de Castille : Juan Escudero (Reed Hadley)
- 1947 : Meurtre en musique : Clarence 'Clinker' Krause (Keenan Wynn)
- 1947 : Les Conquérants d'un nouveau monde : Leach, le marchand d’esclaves (Porter Hall)
- 1948 : La Maison du docteur Edwards : inspecteur Gillespie (Regis Toomey)
- 1948 : Jeanne d'Arc : Jean le Maistre (Cecil Kellaway)
- 1948 : Les Trois Mousquetaires : Planchet (Keenan Wynn)
- 1948 : Le Trésor de la Sierra Madre : Howard (Walter Huston)
- 1948 : La Corde : M. Kentley (Cedric Hardwicke)
- 1948 : Ciel rouge : (Walter Brennan)
- 1948 : La Clé de verre : Jeff (William Bendix)
- 1948 : Les Aventures de Don Juan : Cecil (Tim Huntley)
- 1949 : Samson et Dalila : Tubal (William Farnum)
- 1949 : La Fille du désert  : Fred Winslow (Henry Hull)
- 1949 : Horizons en flammes : le secrétaire d'État à la Marine (William Gould)
- 1950 : Le Grand Alibi : Commodore Gill (Alastair Sim)
- 1950 : Winchester 73 : Wyatt Earp (Will Geer) (1er doublage)
- 1950 : Dallas, ville frontière : Don Felipe Robles (Antonio Moreno)
- 1950 : Trois petits mots : Charlie Kope (Keenan Wynn)
- 1950 : La Flèche brisée : Ben Slade, le propriétaire du ranch (Will Geer)
- 1950 : C'étaient des hommes : M. Doolin (John Miller)
- 1950 : La Révolte des dieux rouges : Plank (Slim Pickens)
- 1951 : Mariage royal  : Irving Klinger / Edgar Klinger (Keenan Wynn)
- 1951 : L'Inconnu du Nord-Express : Charles Anthony (Jonathan Hale)
- 1951 : Le Voleur de Tanger : Yussef (Everett Sloane)
- 1951 : Histoire de détective : (William Bendix)
- 1952 : Les Affameurs  : Don Grundy (Frank Ferguson)
- 1952 : Scaramouche : Gaston Binet (Robert Coote)
- 1952 : Le train sifflera trois fois : le chef de gare (Ted Stanhope)
- 1952 : À l'abordage : Williams l'armurier (Tudor Owen)
- 1952 : La Captive aux yeux clairs : l'oncle Zeb Calloway (Arthur Hunnicutt)
- 1952 : Les Conquérants de Carson City : Charles Crocker (Thurston Hall)
- 1952 : Bas les masques : Jim Cleary (Jim Backus)
- 1953 : La Loi du silence d'Alfred Hitchcock : Otto Keller (O.E. Hasse)
- 1953 : Le Déserteur de Fort Alamo : John Gage (Chill Wills)
- 1953 : La Guerre des mondes : le policier sur le crash (Henry Brandon)
- 1953 : La Perle noire : (Keenan Wynn)
- 1953 : Le Port des passions : Dominique Rigaud (Antonio Moreno)
- 1954 : Les Rebelles  : le capitaine Vargas (Alfonso Bedoya)
- 1954 : Noël blanc  : le contrôleur (Percy Helton)
- 1954 : Le Chevalier du roi  : Diccon Bowman (Rhys Williams)
- 1954 : Ouragan sur le Caine : le commandant DeVriess (Tom Tully)
- 1954 : L'Homme au million : Roderick Montpelier (Wilfrid Hyde-White)
- 1954 : La Brigade héroïque : Batoche (J. Carrol Naish)
- 1954 : Sur les quais : Pop Doyle (John F.Hamilton)
- 1954 : L'Étrange Créature du lac noir : Lucas, capitaine du Rita (Nestor Paiva)
- 1954 : Le crime était presque parfait : inspecteur-chef Hubbard (John Williams)
- 1955 : Mon premier amour : Herr Claasen (Rudolf Forster)
- 1955 : Condamné au silence : député Laguardia (Phil Arnold)
- 1955 : Sissi : l'archiduc François-Charles (Erich Nikowitz)
- 1955 : Le Renard des océans : Marin Wentz (Alan Hale Jr.)
- 1955 : La Peau d'un autre : Cootie Jacobs (Mort Marshall)
- 1956 : Les Piliers du ciel : colonel Edson Stedlow (Willis Bouchey)
- 1956 : Baby Doll : le député (Noah Williamson)
- 1956 : Coup de fouet en retour : le sergent George Lake (Barton MacLane)
- 1956 : Écrit sur du vent : R.J.Courtney (Joseph Cranby)
- 1956 : Haute Société : oncle Willie (Louis Calhern)
- 1956 : Hélène de Troie : Andros (Eduardo Ciannelli)
- 1956 : Le Tour du monde en quatre-vingts jours : l'inspecteur Fix (Robert Newton)
- 1956 : Une Cadillac en or massif : Mark Jenkins (Arthur O'Connell)
- 1956 : La Loi du Seigneur : Prof. Waldo Quigley (Walter Catlett)
- 1957 : Témoin à charge  : le juge (Francis Compton)
- 1957 : Elle et lui : Ned Hathaway (Charles Watts)
- 1957 : Frankenstein s'est échappé : le prêtre (Alex Gallier)
- 1957 : L'Odyssée de Charles Lindbergh : père Hussman (Marc Connelly)
- 1957 : Une arme pour un lâche : Loving ([[Chill
- 1958 : Le Gaucher : Pete Maxwell (Nestor Paiva)
- 1958 : Anna de Brooklyn : Filippo (Peppino De Filippo)
- 1958 : 10, rue Frederick : Arthur McHenry (Jess Kirkpatrick)
- 1959 : Autopsie d'un meurtre  : Parnell Emmett McCarthy (Arthur O'Connell)
- 1959 : La Belle et l'Empereur  : grand-père Emmetsrieder (Hans Moser)
- 1959 : Un matin comme les autres : Dr Hoffman (Jonathan Hole)
- 1959 : Le Confident de ces dames  : le professeur de médecine (Carlo Campanini)
- 1959 : Le Pont : le civil ayant une altercation (Emil Huneck)
- 1959 : Les Cavaliers : Ned (Danny Borzage)
- 1960 : Le Diable dans la peau  : le vieux Ben (John Qualen)
- 1960 : La Diablesse en collant rose  : Manfred « Doc » Montague (Edmund Lowe)
- 1960 : Chérie recommençons : Alonzo Wilbur Jr. (Mervyn Johns)
- 1960 : Les Combattants de la nuit : Patrick O'Neill (Harry Brogan)
- 1960 : Celui par qui le scandale arrive  : Bradleye (Denver Pyle)
- 1960 : Le Milliardaire  : le pasteur Dell, père de la mariée (Harry Cheshire)
- 1960 : Les Amours d'Hercule  : Ialaos, compagnon d'Hercule (Arturo Bragaglia)
- 1963 : Le Plus Sauvage d'entre tous : Mr. Larker (Pitt Herbert)

### Dessins animés
- 1940[11] :   Pinocchio  : Jiminy Cricket  (1re voix)
- 1941[12] :    Dumbo de Ben Sharpsteen : Timothée  (1re voix)
- 1945[13] :    Les Trois Caballeros : Professeur Cosinus
- 1946[15] :  La Boîte à musique : le récitant de Pierre et le loup (1re voix)
- 1946 :  Mélodie du Sud : frère Renard
- 1947[16] :    Coquin de printemps  : Charlie Mc Carthy[17] et Chanteur soliste
- 1950 : Cendrillon  : le roi (1re voix)
- 1953 : Peter Pan  : Monsieur Mouche (1re voix)
- 1955 : La Belle et le Clochard : César (1re voix)